# Melichares
Melichares es un género de ácaros perteneciente a la familia Ascidae.

## Especies
- Melichares aciculatus (Ishikawa, 1968)
- Melichares agilis Hering, 1838
- Melichares algonquian (Lindquist & King-Wan-W, 1991)
- Melichares californicus (Lindquist & King-Wan-W, 1991)
- Melichares crassispinus Ma, Zhang & Li, 2003
- Melichares disparisetus (Lindquist & King-Wan-W, 1991)
- Melichares mexicanus (Lindquist & King-Wan-W, 1991)
- Melichares monochami (Lindquist, 1962)
- Melichares nipponensis (Lindquist & King-Wan-W, 1991)
- Melichares sibiriensis Davydova, 1988
- Melichares squamosus (Lindquist & King-Wan-W, 1991)